# Doliocarpus olivaceus
Doliocarpus olivaceus är en tvåhjärtbladig växtart som beskrevs av Thomas Archibald Sprague och R. O. Williamsex G.E. Hunter. Doliocarpus olivaceus ingår i släktet Doliocarpus och familjen Dilleniaceae. Inga underarter finns listade i Catalogue of Life.